# Caodaismus

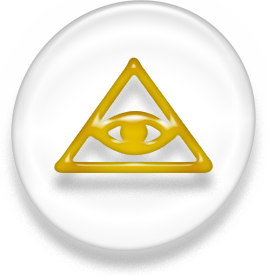
Symbol vom Cao Dai, das Auge der Vorsehung

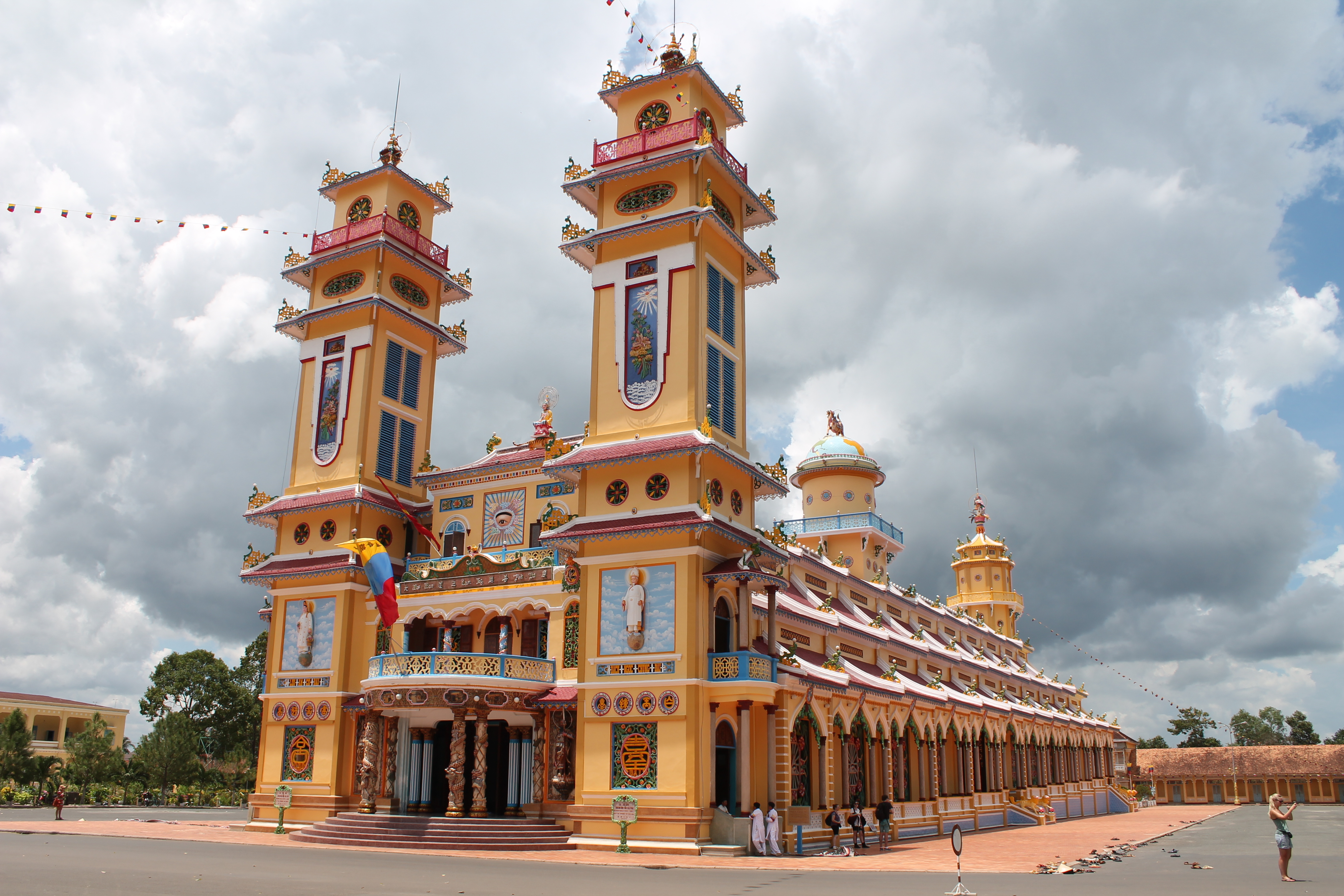
Cao-Đai-Tempel in Tây Ninh nahe Ho-Chi-Minh-Stadt

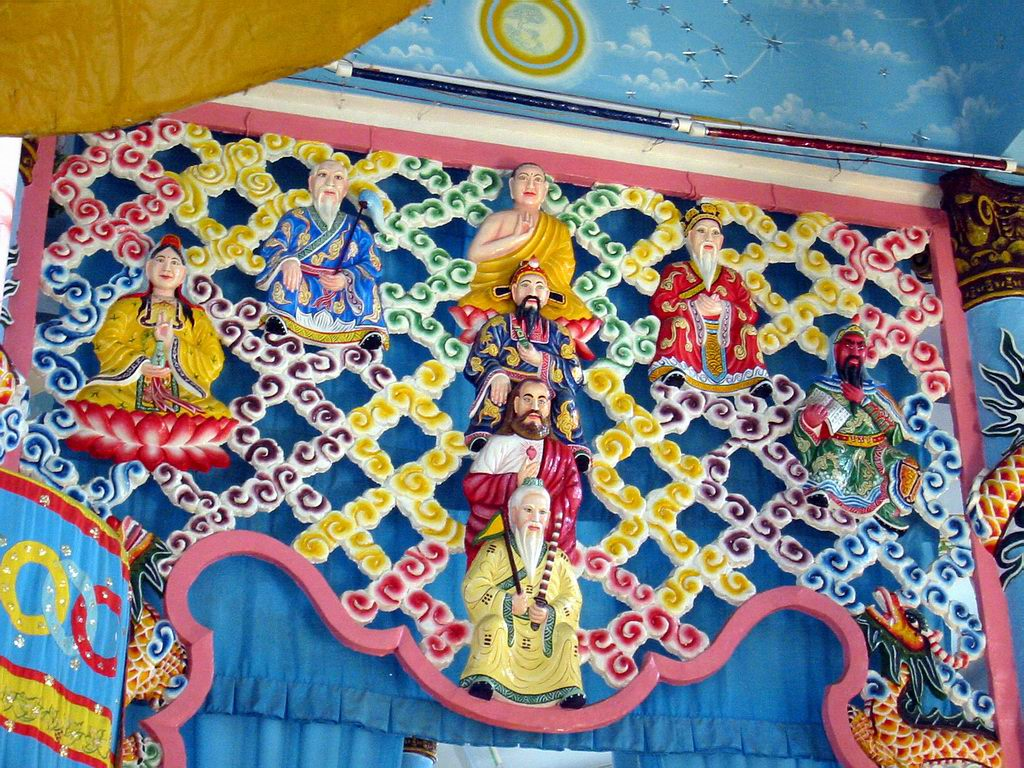
Das Relief über dem Altarportal zeigt von links nach rechts: Guanyin, Laozi, Buddha, Konfuzius, Guan Yu, absteigend unter Buddha: Li Po, Jesus, Jiang Ziya.

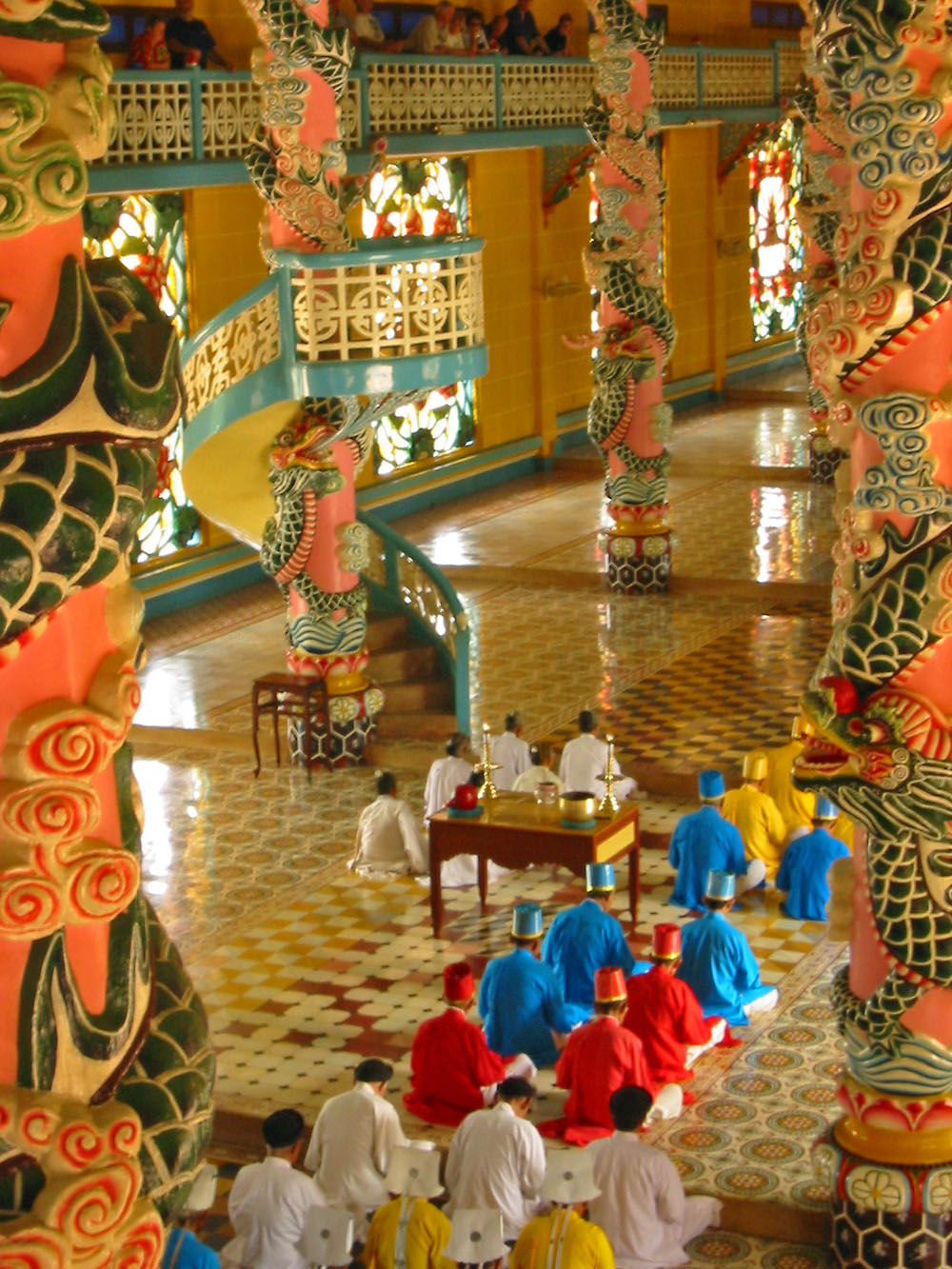
Innenansicht des Tempels

Caodaismus (vietnamesisch: Đạo Cao Đài, Chữ Nôm: 道高臺) ist eine offiziell am 7. September 1926 gegründete Religion im Süden Vietnams. Die Schätzungen der Zahl der Anhänger gehen stark auseinander, wobei die Mehrzahl zwei bis drei Millionen angibt, andere Quellen aber acht Millionen Gläubige in Vietnam. Nach Buddhismus und Katholizismus ist sie die drittgrößte Religion des Landes, knapp vor Hòa Hảo und Protestantismus. Durch Auswanderung gibt es ungefähr 30.000 Caodaisten in den USA, Europa und Australien.
Die Offenbarung dieser Religion, durch spiritistische Sitzungen empfangen, beinhaltet einen umfassenden Synkretismus aus asiatischem und christlichem Glaubensgut.

## Stifter
Als Religionsstifter gilt Ngô Văn Chiêu (1878–1932), der am 25. Dezember 1925 die Offenbarung des Gottes Cao Đài erfuhr. Als Anführer dieser neuen Religionsgemeinschaft sollte ein Mitglied des Kolonialrates, Lê Văn Trung (1876–1934), ein bekannter Lebemensch und Opiumraucher, betraut werden. Dieser änderte dadurch seinen Lebenswandel zur Askese.

## Geschichte
In Cochinchina gab es bereits vor der Kolonisierung durch Frankreich eine Tradition buddhistischen Millenarismus, welcher oft in Krisenzeiten die soziale Spannung zwischen städtisch lebenden Großgrundbesitzern und der oft landlosen Bauernschaft artikulierte. Dies äußerte sich in sozialen religiösen Bewegungen wie auch in Aufständen und dem Versuch, ein religiöses Staatswesen entgegen der monarchischen Ordnung aufzurichten. Unter der französischen Kolonialherrschaft vermehrte sich die Bevölkerung in Cochinchina von 1,7 Millionen 1880 auf 4,4 Millionen 1930. Von 1911 bis 1913 führte der Mystiker Phan Xich Long eine religiöse Aufstandsbewegung gegen die französische Herrschaft an, welche von der Kolonialmacht niedergeschlagen wurde.
Der Caodaismus entstand aus der Auseinandersetzung mit dem Kolonialismus, interpretiert als metaphysische Strafe für die Vernachlässigung göttlicher Prinzipien. Die Organisationsstruktur wurde von Religionsführer Le Van Trung der katholischen Kirche nachempfunden. Die Caodaisten bildeten eine Kirche mit organisiertem, hierarchisch gegliedertem Klerus, welcher von einem Papst mit Sitz in der Provinz Thay Ninh dirigiert wird. Dazu entstand eine Soziallehre, welche den buddhistischen Reformbewegungen der damaligen Zeit entsprach. Sie forderte eine Neuregelung der Beziehungen zwischen Bauern und Grundbesitzern sowie eine vermehrte Gleichberechtigung des weiblichen Bevölkerungsanteils. Die Religion breitete sich in Cochinchina kurz nach seiner Gründung schnell aus und umfasste rund 10 % der Bevölkerung dort.
Personell übernahm nach Trungs Tod 1935 ein ehemaliger Beamter des Kolonialstaats Phạm Công Tắc die Führung der Bewegung. Nach der Niederlage Frankreichs im Westfeldzug 1940 und der Kollaboration mit den Japanern durch die vichy-treuen Kolonialbehörden in Cochinchine konnten die Caodaisten ihren Einfluss weiter ausbauen und bildeten mit japanischer Hilfe bewaffnete Milizen. Aus Angst vor einem Aufstand wurde Phạm Công Tắc von den Kolonialbehörden inhaftiert und nach Madagaskar ins Exil geschickt.

## Synkretismus
Im Laufe der Geschichte soll Gott, indirekt als Cao Đài („hoher Altar“) bezeichnet, mehrere Offenbarungen kundgetan haben wie zum Beispiel für das Christentum:
- die Lehre des Moses ist die Knospe, die Lehre Christi ist die Blüte, der Caodaismus ist die Frucht,

und für die asiatischen Religionen:
- der erhabene Laozi (Lão Tử) hatte das Verdienst, am Heil der Menschheit mitzuwirken,
- der weise Konfuzius (Khổng Tử) hat deutlich den Weg des rechten Mittelmaßes vorgezeichnet,
- der barmherzige Buddha (Phật) hat Demut und Nächstenliebe gepredigt,

um schließlich mit dem Caodaismus alles zu vollenden.

## Lehre und Kult
Der Caodaismus lehrt die Seelenwanderung und hält die moralischen Grundsätze wie Vegetarismus, Alkoholverbot, Selbstlosigkeit, Nächstenliebe und Armut als moralische Pflicht. Der Kult wird in reich ausgestatteten Tempeln mit Weihrauch, Geisterbeschwörungen und Gebeten vollzogen. Unter den „hohen Geistern“ des Caodaismus befinden sich u. a. Sun Yat-sen, Isaac Newton, die Jungfrau von Orleans und Victor Hugo, um deren Wichtigkeit für die Menschheit aufzuzeigen.